# Jules Gervais-Courtellemont

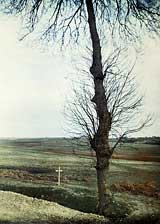
Grab in Frankreich, Autochromaufnahme von Jules Gervais-Courtellemont

Jules Gervais-Courtellemont (* 1863 im Département Seine-et-Marne; † 1931) war ein französischer Fotograf.
Der gebürtige Franzose wuchs in Algerien auf und war viel auf Reisen, insbesondere im Orient. Seit 1877 widmete er sich der Fotografie. Er konvertierte 1894 zum Islam und unternahm bald darauf eine Pilgerreise nach Mekka.
Gervais-Courtellemont gehörte zu den ersten Fotografen, die mit der 1907 bekannt gewordenen Autochromtechnik Farbfotografien erstellten. Er war einer der offiziellen Bildberichterstatter des Ersten Weltkrieges. Seine Fotografien aus den Frontgebieten des Kriegs wurden in mehreren Ausstellungen gezeigt, derzeit (2009) werden sie zusammen mit Bildern seines deutschen Kollegen Hans Hildenbrand in einer Wanderausstellung, die an zehn französischen und deutschen Standorten zu sehen sein soll, präsentiert.
1923 bis 1925 schrieb er das Werk La Civilisation - Histoire Sociale de la Humanité, das er mit seinen eigenen Fotografien illustrierte.
Mit Pierre Loti verband ihn eine lebenslange Freundschaft.
Etwa 5500 Bilder Gervais-Courtellemonts sind erhalten geblieben.

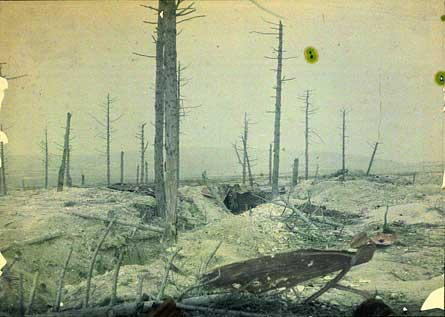
Verwüstete Landschaft während des Ersten Weltkrieges
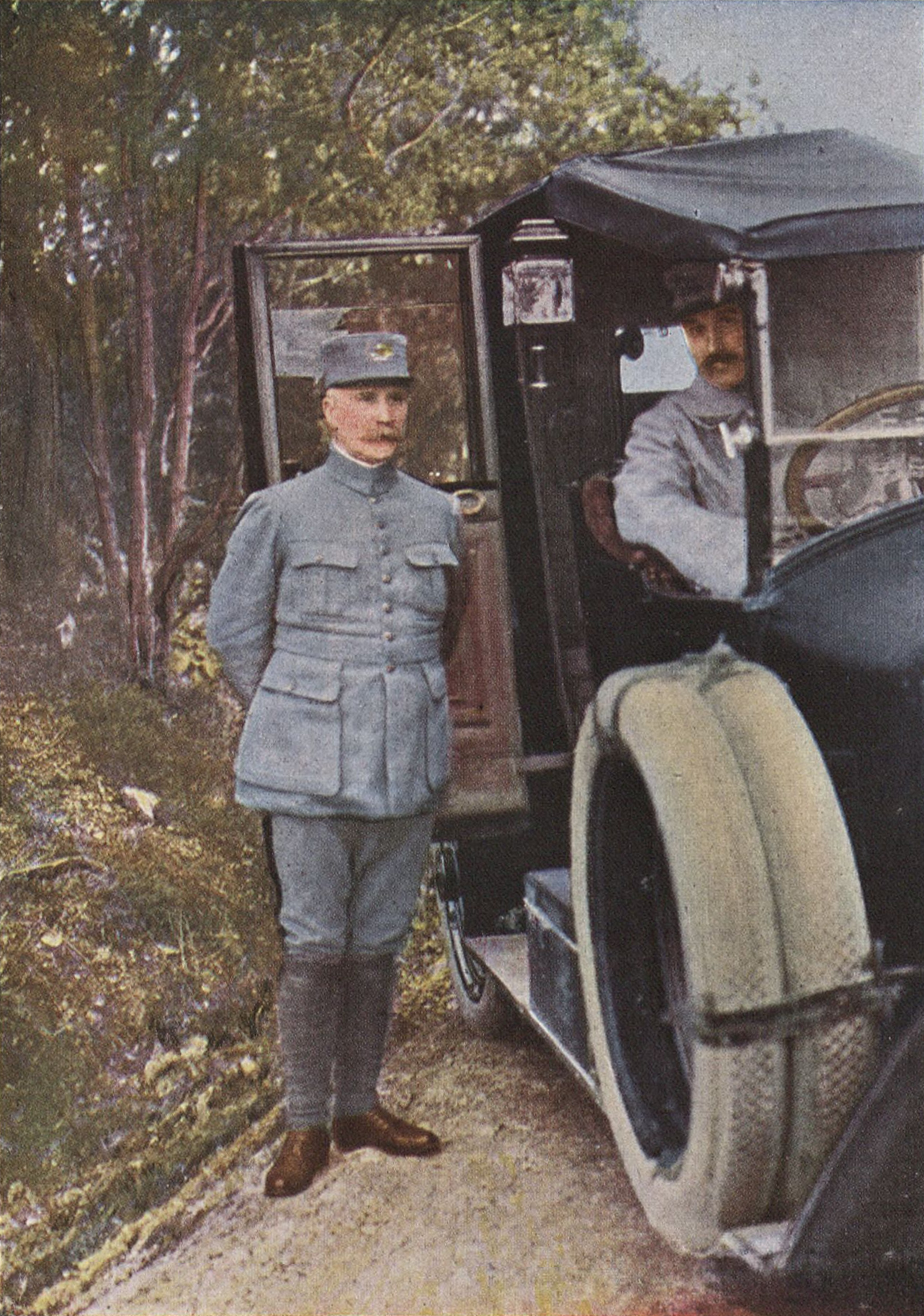
General Pétain
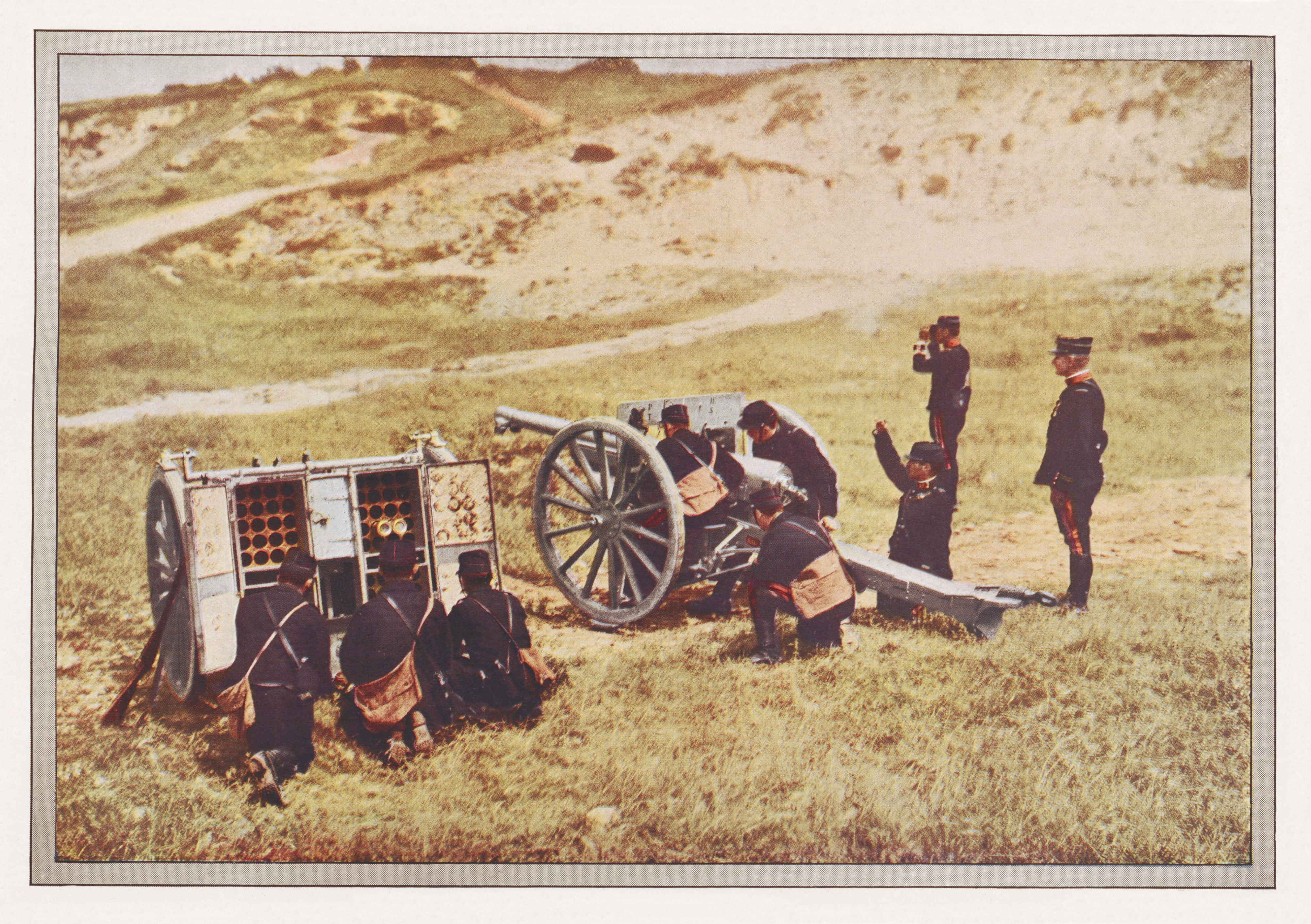
Französische Artillerie